# Дрофино
Дро́фино (до 1948 года — Малый Матис и Большой Матис; укр. Дрофине, крымскотат. Drofino, Дрофино) — село в Нижнегорском районе Крыма, центр Дрофинского сельского поселения (Дрофинского сельского совета).

## Население
| 2001 | 2014 |
| ---- | ---- |
| 1037 | ↘779 |

Всеукраинская перепись 2001 года показала следующее распределение по носителям языка
| Язык             | Процент |
| ---------------- | ------- |
| русский          | 54.29   |
| крымскотатарский | 28.16   |
| украинский       | 16.59   |
| другие           | 0.29    |

### Динамика численности
| - 1915 год — 15/21 чел. - 1926 год — 17 чел. - 1939 год — 75 чел. - 1989 год — 921 чел. | - 2001 год — 1037 чел. - 2009 год — 915 чел. - 2014 год — 779 чел. |

## Современное состояние
На 2017 год в Дрофино числится 10 улиц и 2 переулка; на 2009 год, по данным сельсовета, село занимало площадь 91,7 гектара на которой, в 325 дворах, проживало 915 человек. В селе действуют средняя школа, детский сад «Берёзка», амбулатория общей практики семейной медицины, отделение почты России, сельский дом
культуры, библиотека-филиал № 4, храм равноапостольного великого князя Владимира. Дрофино связано автобусным сообщением с Симферополем, райцентром и соседними населёнными пунктами.

## География
Дрофино — село на юге района, в степном Крыму, недалеко от границы с Белогорским районом, высота центра села над уровнем моря — 62 м. Соседние сёла: Ястребки в 2,5 км на запад, южнее в 700 м — Стрепетово и в 2 км на северо-восток — Садовое. Расстояние до райцентра — около 24 километров (по шоссе), там же ближайшая железнодорожная станция — Нижнегорская (на линии Джанкой — Феодосия). Транспортное сообщение осуществляется по региональной автодороге 35Н-264 Октябрьское — Садовое (по украинской классификации — С-0-10654).

## История
По Статистическому справочнику Таврической губернии. Ч.II-я. Статистический очерк, выпуск шестой Симферопольский уезд, 1915 год, на немецком хуторе Маттиса А. А. Китай (при селе Ново-Николаевка) Табулдинской волости Симферопольского уезда числился 1 двор с населением в количестве 15 человек приписных жителей и 21 — «посторонних», из которых 26 мужчин и 10 женщин. При хуторе числилось 350 десятин удобной земли, 20 лошадей, 24 вола, 11 коров и 12 голов мелкого скота. Есть Китай, Ново-Царицынского сельсовета и в Списке населённых пунктов Крымской АССР по Всесоюзной переписи 17 декабря 1926 года, согласно которому в нём было 4 двора, население составляло 17 человек, из них 7 русских, 1 украинец и 8 немцев, но имел ли он отношение к будущим сёлам, пока не установлено. Поселение Матис впервые в исторических документах встречается на двухкилометровке РККА 1942 года. По данным всесоюзная перепись населения 1939 года в селе проживало 75 человек.
После освобождения Крыма от фашистов, 12 августа 1944 года было принято постановление № ГОКО-6372с «О переселении колхозников в районы Крыма» и в сентябре 1944 года в район приехали первые новоселы (320 семей) из Тамбовской области, а в начале 1950-х годов последовала вторая волна переселенцев из различных областей Украины. С 25 июня 1946 года селения в составе Крымской области РСФСР. Указом Президиума Верховного Совета РСФСР от 18 мая 1948 года, Малый Матис и Большой Матис Нижнегорского района объединили с названием Дрофино. 26 апреля 1954 года Крымская область была передана из состава РСФСР в состав УССР. Время включения в Садовый сельсовет пока не установлено: на 15 июня 1960 года село уже числилось в его составе. По сведениям Дрофинского сельского совета с 30 сентября 1966 года Дрофино — центр сельсовета, но, согласно справочнику «Крымская область. Административно-территориальное деление на 1 января 1968 года», на эту дату село ещё входило в Садовый сельсовет, а, по «Справочнику…» 1977 года совет образован в период с 1 января по 1 июня 1977 года. По данным переписи 1989 года в селе проживал 921 человек. С 12 февраля 1991 года село в восстановленной Крымской АССР, 26 февраля 1992 года переименованной в Автономную Республику Крым. С 18 марта 2014 года — де-факто в составе Республики Крым России.